# Rhampholeon temporalis
Rhampholeon temporalis (Matschie, 1892) è un piccolo sauro della famiglia Chamaeleonidae, endemico della Tanzania.

## Distribuzione e habitat
L'areale della specie è ristretto ai monti Usambara, nella Tanzania nord-orientale.